# Prosoplus paganoides
Prosoplus paganoides là một loài bọ cánh cứng trong họ Cerambycidae.